# Coppa del Mondo di biathlon 1982
La Coppa del Mondo di biathlon 1982 fu la quinta edizione della manifestazione organizzata dall'Unione Internazionale del Pentathlon Moderno e Biathlon; erano previste soltanto gare maschili.
Furono disputate 10 gare. Nel corso della stagione si tennero a Minsk i Campionati mondiali di biathlon 1982, validi anche ai fini della Coppa del Mondo, il cui calendario non contemplò dunque interruzioni.
Il tedesco orientale Frank Ullrich si aggiudicò la coppa di cristallo, il trofeo assegnato al vincitore della classifica generale. Non vennero stilate classifiche di specialità; Ullrich era il detentore uscente della Coppa generale

## Risultati
| Data                                 | Località     | Nazione          | Spec. | Primo          | Secondo         | Terzo           |
| ------------------------------------ | ------------ | ---------------- | ----- | -------------- | --------------- | --------------- |
| 14 gennaio 1982                      | Egg am Etzel | Svizzera         | IN    | Svein Engen    | Walter Pichler  | Fritz Fischer   |
| 16 gennaio 1982                      | Egg am Etzel | Svizzera         | SP    | Frank Ullrich  | Matthias Jacob  | Fritz Fischer   |
| 21 gennaio 1982                      | Anterselva   | Italia           | IN    | Andreas Göthel | Matthias Jacob  | Bernd Hellmich  |
| 23 gennaio 1982                      | Anterselva   | Italia           | SP    | Frank Ullrich  | Kjell Søbak     | Matthias Jacob  |
| 28 gennaio 1982                      | Ruhpolding   | Germania Ovest   | IN    | Frank Ullrich  | Viktor Bulygin  | Matthias Jacob  |
| 30 gennaio 1982                      | Ruhpolding   | Germania Ovest   | SP    | Matthias Jacob | Tapio Piipponen | Kjell Søbak     |
| Campionati mondiali di biathlon 1982 |              |                  |       |                |                 |                 |
| 10 febbraio 1982                     | Minsk        | Unione Sovietica | IN    | Frank Ullrich  | Eirik Kvalfoss  | Terje Krokstad  |
| 13 febbraio 1982                     | Minsk        | Unione Sovietica | SP    | Eirik Kvalfoss | Frank Ullrich   | Vladimir Alikin |
| 5 marzo 1982                         | Lahti        | Finlandia        | IN    | Kjell Søbak    | Odd Lirhus      | Fritz Fischer   |
| 6 marzo 1982                         | Lahti        | Finlandia        | SP    | Matthias Jacob | Odd Lirhus      | Kjell Søbak     |

Legenda:

IN = individuale

SP = sprint

## Classifiche

### Generale
| Pos. | Nome           | Nazione        | Punti |
| ---- | -------------- | -------------- | ----- |
| 1    | Frank Ullrich  | Germania Est   | 146   |
| 2    | Matthias Jacob | Germania Est   | 143   |
| 3    | Kjell Søbak    | Norvegia       | 137   |
| 4    | Andreas Göthel | Germania Est   | 125   |
| 5    | Fritz Fischer  | Germania Ovest | 123   |